# Epidius lyriger
Epidius lyriger es una especie de araña cangrejo del género Epidius, familia Thomisidae.

## Distribución
Esta especie se encuentra en Filipinas.

## Taxonomía
Fue descrita por Simon en 1897.
Tratamiento taxonómico
La especie aparece registrada y publicada en Etudes arachnologiques. 27e Mémoire. XLII. Descriptions d’espèces nouvelles de l’ordre des Araneae. Annales de la Société Entomologique de France 65: 465–510.